# Dierk Puls
Dierk Gerhard Puls (* 11. November 1913 in Warder, Kreis Segeberg; † 15. April 1994 in Kiel) war ein deutscher Schriftsteller und Germanist, der besonders durch die Dokumentierung schleswig-holsteinischer Schriftsteller in dem Buch Besuch auf Emkendorf bekannt geworden ist.

## Leben
Der Pastorensohn verlebte seine Kindheit und Jugend in Oeversee und Kropp, wo sein Vater der Nachfolger des als Wegbereiter der plattdeutschen Verkündigung geltenden Pastors Heinrich Hansen wurde.
Nach der Dorfschule besuchte Puls die Domschule in Schleswig, studierte dann Geschichte, Germanistik, Kunstgeschichte und Theaterwissenschaft in Leipzig, Wien und München. 1942 – inmitten des Zweiten Weltkriegs – promovierte er zum Doktor der Philosophie. Das Thema seiner Dissertation war Die „Los von Rom“-Bewegung im Habsburgerreich.
Nach dem Krieg war Puls als Lehrer tätig. Daneben nahm er bald seine schriftstellerische und wissenschaftliche Tätigkeit auf.
Dierk Gerhard Puls verstarb am 15. April 1994 in Kiel.

## Werk

### Belletristik
1952 erschien in hochdeutscher Sprache Der Ehedoktor, das Puls sich als „Kopfkissenbuch für Eheleute“ gedacht hatte – ein humorvoller Ratgeber also. Bald wandte Puls sich dem Niederdeutschen zu und veröffentlichte Prosa und Lyrik. Exemplarisch kann hier die 1979 erschienene Sammlung An Nordseestrand un Ostseekant genannt werden, die beide Formen enthält.
In Is ja rein to dull (1975) und Dierk Puls vertellt lüttje Döntjes vun Flensborg bit Hamborg (1978) hat Puls kürzeste Volkserzählungen, die bis dahin nur mündlich überliefert waren, gesammelt und verschriftet.

### Sprach- und Literaturwissenschaft
Puls veröffentlichte 1962 ein literatur- und sprachwissenschaftliches Werk über Dichter und Dichtung in Kiel.
Besuch auf Emkendorf (1976) enthielt „Erzählungen vom Leben und Wirken schleswig-holsteinischer Dichter“. Diese Synthese aus Erzählband und Sachbuch wurde ein großer Erfolg und bis heute mehrfach neu aufgelegt. Mit Hochzeit auf Helgoland (1984) erschien ein Nachfolgewerk gleichen Konzepts, dass sich nunmehr mit dem schleswig-holsteinischen Künstler beschäftigte.

## Sonstiges
1979 brachte Puls mit Snack un Snurren im Eigenverlag eine Schallplatte, auf der er aus seinen Werken liest, heraus.
Des Weiteren war Puls Verfasser einiger heimatkundlicher Publikationen, die sich aufgrund seines eigenen Wohnortes Kiel hauptsächlich mit der Landeshauptstadt beschäftigten. Mit Geschichten aus dem alten Kiel (1991) schrieb Puls zuletzt z. B. ein Buch zur Stadthistorie Kiels.